# Indyjski Kongres Narodowy
Indyjski Kongres Narodowy (znany też jako Partia Kongresowa, ang. Indian National Congress, hindi भारतीय राष्ट्रीय कांग्रेस) – największa partia polityczna Indii.

## Początki działalności
Powstała w 1885 r., początkowo partia za cel stawiała sobie zapewnienie większego wpływu na sytuację polityczną wyedukowanych Hindusów. Początkowo INC nie był przeciwny brytyjskim rządom. Pierwsze spotkanie zorganizował Brytyjczyk, brytyjski polityk i urzędnik korpusu cywilnego Allan Octavian Hume. Odbyło się ono w Bombaju, za zgodą ówczesnego wicekróla.

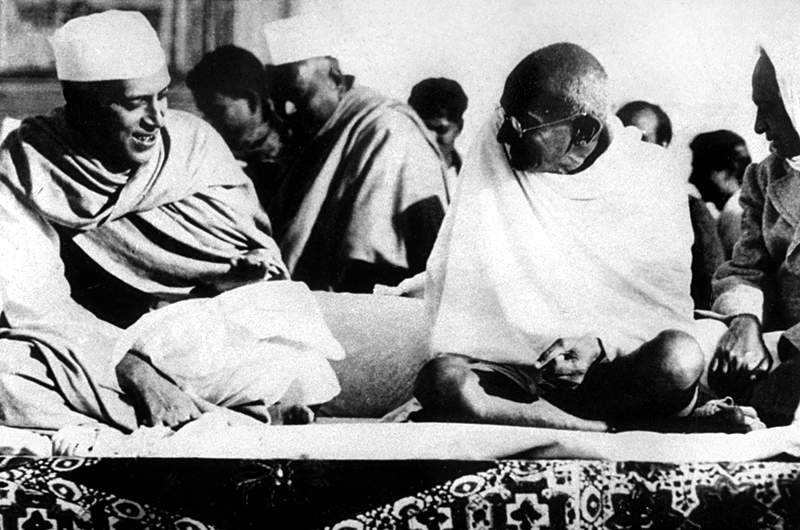
Jawaharlal Nehru i Mahatma Gandhi podczas uroczystości partyjnych INC w 1937 roku.

Później jednak żądania stały się bardziej radykalne, a organizacja zaczęła brać udział w ruchu niepodległościowym. W tym czasie powstały w INC dwa obozy:
- Garam Dal – radykalna (dosł. „Gorąca Frakcja”)
- Naram Dal – umiarkowana (dosł. „Miękka Frakcja”).

Po I wojnie światowej nieformalnym przywódcą INC stał się Mahatma Gandhi. W tym czasie Kongres stał się organizacją zrzeszającą ludzi o bardzo różnych poglądach – radykalnych socjalistów, tradycjonalistów, oraz hinduskich i muzułmańskich konserwatystów. INC stał się pierwszą organizacją zrzeszającą miliony ludzi, w różny sposób walczących z kastowością, biedą, religijnymi i etnicznymi różnicami. W krótkim czasie Kongres przerodził się z elitarnej grupy zanglicyzowanych Hindusów w organizację rewolucyjną liczącą sobie 15 milionów członków.

## Okres przywództwa Nehru
W 1927 roku lider Kongresu, Jawaharlal Nehru po raz pierwszy przedstawił w imieniu partii kongresowej rezolucję, w której domagał się „pełnej narodowej niepodległości”, tym samym stał się jednym z pierwszych liderów partii kongresowej którzy uważali że Indie powinny zerwać wszystkie więzi z Imperium. Deklaracja ta została odrzucona przez Kongres, ze względu na sprzeciw ze strony Gandhiego. W 1929 roku opracował politykę Kongresu i niepodległych Indii. Celami partii miały być – wolność wyznania; prawo do stowarzyszenia; wolność słowa i myśli; równość wszystkich wobec prawa – bez względu na kastę, kolor skóry czy religię; ochrona regionalnych języków i kultur; obrona interesów pracowniczych; zniesienie niedotykalności; nacjonalizacja przemysłu; socjalizm i budowa świeckości. Uchwała została ratyfikowana przez Ogólnoindyjski Komitet Kongresu pod przewodnictwem Gandhiego.
W latach 30. Kongres prowadził wzmożoną aktywność narodową a lider partii postrzegany był na całym świecie jako bojownik o demokrację i wolność. W uzyskaniu tego miana pomocne okazały – poparcie Nehru dla republikanów walczących przeciwko wojskom generała Franco i antyfaszystowskie poglądy polityczne.
Nie wszyscy działacze Kongresu poparli pacyfistyczny kurs Neru i Gandhiego, w 1939 roku Subhas Czandra Bose utworzył odrębną partię All India Forward Bloc.
Po uzyskaniu niepodległości pojawiły się pewne problemy. Gandhi oraz inny lider, Sardar Patel twierdzili, że po tym wydarzeniu INC powinien zostać rozwiązany. Po zabójstwie Gandhiego w 1948 roku i śmierci Patela w 1950 roku, nowy przywódca, Jawaharlal Nehru stał się nową ikoną INC. Rozpoczął okres prowadzenia polityki cechującej się sekularyzacją, ekonomiką socjalną i niezaangażowaną polityką zagraniczną. To stało się główną linią programową INC, który sprawował niezachwiane rządy aż do 1977 roku.
Za sprawą polityki Nehru zmniejszyło się znaczenie klasy posiadaczy ziemskich i biznesmenów, a poprawie uległa sytuacja mniejszości religijnych i Hindusów pochodzących z niższych kast. Generacja przywódców pochodzących z czasów walk o niepodległość została szybko zastąpiona przez osoby pozostające w cieniu Nehru. Poprowadził on INC do spektakularnych zwycięstw w wyborach w 1952, 1957 i 1962 roku.

## Przywództwo Indiry Gandhi
Kiedy Nehru zmarł w 1964 roku, przyszłość partii stanęła pod dużym znakiem zapytania. Żaden z przywódców nie miał cech wystarczających chociażby do dorównania mu w wielu kwestiach. Kompromisowym kandydatem na lidera stał się umiarkowany i delikatny w wypowiedziach zwolennik Nehru, Lal Bahadur Shastri. Był on premierem Indii do czasu swojej śmierci w 1966 roku.
Po jego śmierci, w wewnętrznych partyjnych wyborach na lidera, zwyciężyła córka Nehru, Indira Gandhi (niespokrewniona z Mahatmą). Pierwszym zagrożeniem dla hegemonii partii, które się pojawiło, było zjednoczenie opozycji, o nazwie Samyukt Vidhamayak Dal, które zwyciężyło w wyborach do parlamentów kilku nadoceanicznych stanów. Wywołało to w INC konflikt, który doprowadził do oskarżeń pod adresem Indiry o nieudolną politykę, rzucanych przez innych przywódców partyjnych. W efekcie w INC doszło do rozłamu na :
- grupę Indiry Gandhi – nazywanych Nowym Kongresem, uznana jednak przez Indyjską Komisję Wyborczą za „prawdziwe” INC,
- członków, którzy pozostali – nazywanych Starym Kongresem, lub INC-Organizacją.

Powyższy podział postrzegany był także jako podział na osi prawicowość–lewicowość. I. Gandhi chciała zmobilizować swój elektorat poprzez używanie haseł populistycznych i lewicujących. Główne hasło wyborcze brzmiało „Garibi hatao (Usunąć biedę)!”. Pragnęła także zbliżenia ze Związkiem Radzieckim. Tymczasem INC(O) zapatrywało się na politykę bardziej prawicowo, nie ufając radzieckiej pomocy. Wkrótce potem INC(O) zjednoczyło się z Janata Party.
W 1974 roku rząd Gandhi uchwalił kolejny plan gospodarczy. Premier obiecała zmniejszyć ubóstwo poprzez ukierunkowanie gospodarki na zwiększenie standardu życia biednych i wprowadzenia szerokich reform społecznych i gospodarczych. Rząd ustalił roczny wzrost o 4,4%. Działania rządu powstrzymały gospodarcze problemy z początku lat 70. Rząd w latach 1974–1979 był w stanie przekroczyć zakładane tempo wzrostu z roczną wzrostu o 5,0–5,2%. W latach 1975–1976 gospodarka rosła w tempie 9%, a plan stał się pierwszym planem, w czasie realizacji którego dochód na osobę wzrósł o ponad 5%.
Gandhi wprowadziła program tzw. zielonej rewolucji. Plan przekształcił Indie z kraju w dużej stopniu uzależnionego od importu zboża i podatnego na głód na kraj, który jest się w stanie w dużym stopniu wyżywić samodzielnie i zapewnił Indiom bezpieczeństwo żywnościowe. 
Stopniowo, rządy I. Gandhi stawały się coraz bardziej „autorytarne”, co spowodowało zwiększanie się opozycji. Oskarżała ona Gandhi o sfałszowanie wyników wyborów w 1971 roku. Gandyjski socjalista, Jayaprakash Narayan wzywał do zmian w rządzie stanu Bihar i w krótkim czasie stał się jednym z inicjatorów ruchu studentów, wieśniaków i pracowników fizycznych, wykorzystującym satjagrahę. Dodatkowo, partia Gandhi została pokonana w wyborach parlamentarnych w stanie Gujarat przez Janata Party (Partię Ludową).
21 czerwca 1975 roku, sędzia Jagmohanlal Sinha sądu najwyższego Allahabadu uznał premier I. Gandhi za winną używania instytucji rządowych dla zmiany wyników wyborów. Żądał usunięcia jej ze stanowiska premiera i zakazu startowania w wyborach na 6 lat. Jej oskarżenie oparto na technicznym szczególe – urzędnik z biura premiera nie złożył rezygnacji przed wyborami, pracując potem przy kampanii Indiry w 1971 roku. Powyższe wydarzenia doprowadziły do strajków robotników i związków zawodowych na terenie całego kraju.
Spowodowało to wprowadzenie stanu wyjątkowego, dokonane przez prezydenta Fakhruddina Ali Ahmeda, na żądanie pani premier. Został on proklamowany na mocy art. 352 konstytucji, umożliwiając jej sprawowanie rządów za pomocą dekretów, odwołując wybory i zawieszając niektóre prawa obywatelskie. Stan wyjątkowy trwał 19 miesięcy, aż do decyzji .Gandhi o nowych wyborach. Podczas niego aresztowano tysiące protestujących i przywódców strajków. Działalność partii opozycyjnych została zakazana. Premier ogłosiła 20-punktowy program mający zapewnić wzrost rolniczej i przemysłowej produkcji, poprawę usług publicznych i zwalczanie biedy oraz analfabetyzmu. Dodatkowo wprowadzono bezpośrednie rządy prezydenta w stanach Gujarat i Tamil Nadu, gdzie przedtem rządziły partie przeciwne Indirze.
W styczniu 1977 roku I. Gandhi zarządziła nowe wybory i wypuściła wszystkich więźniów politycznych. Stało się tak pod naciskiem dowództwa wojskowego, jak również pod wpływem doniesień wywiadu, iż jej administracja jest popularna w całym kraju i zwycięży w wyborach. Jednak zwyciężyła partia Janata. Wielu członków INC opuściło Indirę, która sama utraciła mandat. Morarji Desai został pierwszym premierem Indii spoza INC. Rządy opozycyjnej prawicy doprowadziły najsilniejszej recesji (-5,2%) w historii Indii i inflacji sięgającej 18,2%

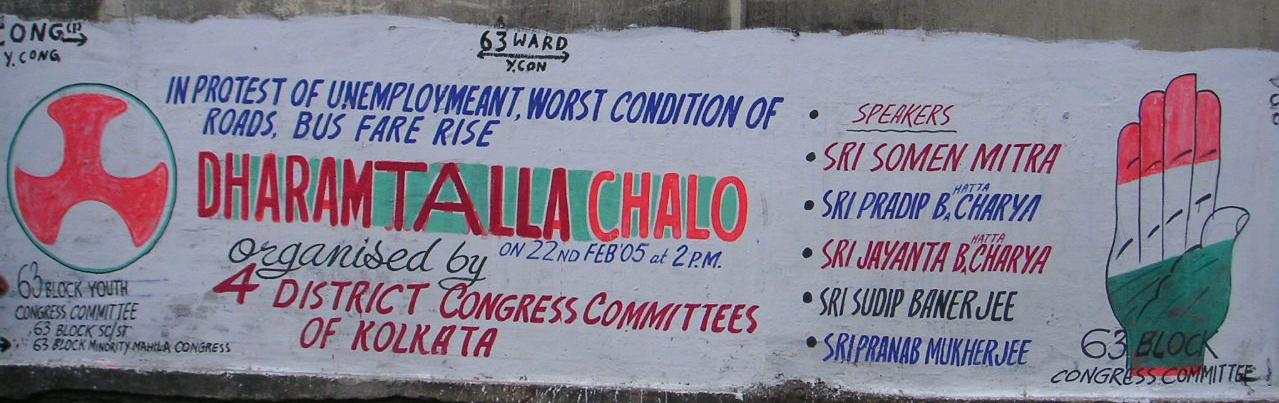
Grafiti z Kalkuty. Z prawej symbol INC (dłoń).

Po przegranej w wyborach 1977 roku INC rozpadł się na więcej frakcji. W 1977 roku grupa byłych działaczy Kongresu założyła nowe ugrupowanie Janata (Partia Ludowa). Ugrupowanie lojalne wobec byłej premier stało się popularne jako Kongres(I). Partia ta powróciła do rządów w wyniku wyborów w 1980 roku, a Indira została ponownie premierem. W latach 80. zliberalizowała ona indyjską gospodarkę. Premier postawiła na zaostrzenie wydatków publicznych, większą efektywność przedsiębiorstw państwowych, stymulowanie sektora prywatnego poprzez deregulację. Szósty plan wprowadzony przez rząd okazał się najbardziej udanym z pięciu planów, wykazując w latach 1980–1985 średni wzrost 5,7%.
W 1984 roku została ona zamordowana przez dwóch jej ochroniarzy – Sikhów, w odwecie za skierowaną przeciwko sikhijskim radykałom Operację Błękitna Gwiazda. W efekcie miały miejsce zamieszki, w których zginęły tysiące Sikhów.

## Kryzys lat 90. i teraźniejszość

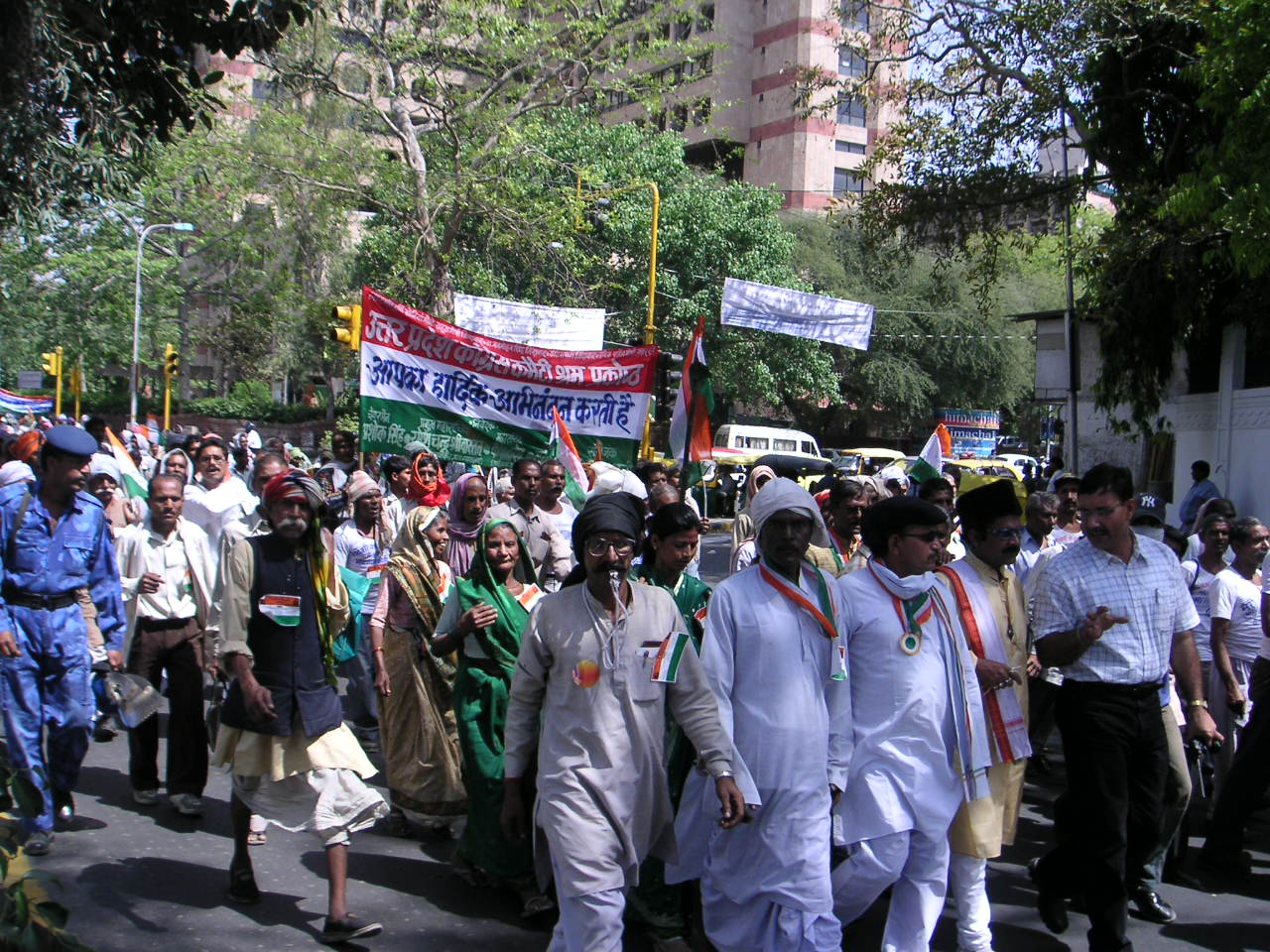
Pochód zwolenników INC w Delhi.

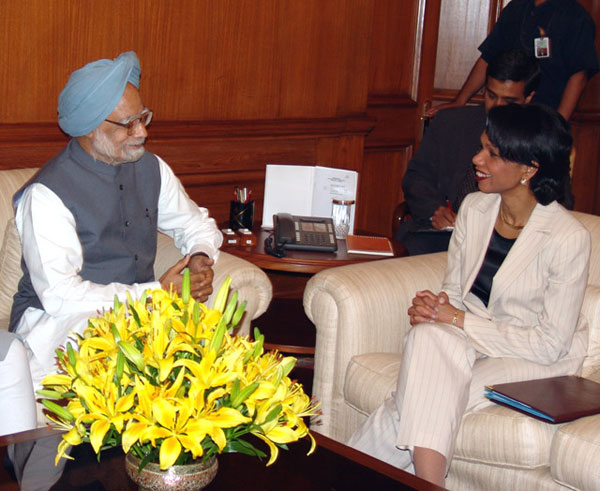
Manmohan Singh z Condoleezzą Rice.

Schedę po Indirze przejął jej syn, Rajiv Gandhi, który został przywódcą partii i poprowadził ją do zwycięstwa w wyborach z 1984 roku. W następnych jednak poniósł porażkę, a sam Rajiv został zamordowany w 1991 roku. Zastąpił go Narasimha Rao, którego przywództwo było okresem głębokiego kryzysu INC. Partia stopniowo traciła poparcie, Rao był premierem w latach 1991–1996, ale już jego następca na stanowisku lidera partii, Sitaram Kesri, doprowadził do rekordowo niskiego wyniku wyborczego w 1998 roku.
W efekcie zdecydowano się powierzyć przewodnictwo w partii wdowie po Rajivie Gandhim, urodzonej we Włoszech Sonii Gandhi. Pod wpływem tego wyboru, od partii odłączyła się grupa nacjonalistów i utworzyła Kongres Nacjonalistyczny. Z tego powodu powrócono do używania nazwę Kongres(I), w celu podkreślenia przywiązania jego członków do politycznej tradycji dynastii Nehru-Gandhi.
W wyborach z 2004 roku INC otrzymał największą liczbę miejsc, a przewodzony przez niego sojusz 19 partii zwyciężył w wyborach. Sonię Gandhi nominowano na premiera, ale ta nie zdecydowała się na podjęcie tego urzędu i wsparła byłego ministra finansów, Manmohana Singha, który jest premierem Indii od 22 maja 2004 roku. Sonia Gandhi pozostała przewodniczącą partii.
INC posiadała 145 miejsc w 13. Lok Sabha (izbie niższej parlamentu indyjskiego) i jest siłą przewodnią rządzącej koalicji Zjednoczony Sojusz Postępowy (UPA), wspieranego przez Front Lewicowy.
W wyborach parlamentarnych w 2009 roku INC potwierdził ponownie przewagę nad IPL.

## Historia poparcia
Wyniki w wyborach do Izby Ludowej (Lok Sabha) od 1951 roku:
- 1951 – 44,99%, 364 mandatów na 489
- 1957 – 47,78%, 371 mandaty na 494
- 1962 – 44,72%, 361 mandaty
- 1967 – 40,78%, 283 mandatów na 520
- 1971 – 43,68%, 352 mandatów na 545
- 1977 – 40,98%[a], 189 mandatów[b]
- 1980 – ?[a], 374 mandatów[c]
- 1984 – 49,01%, 404 mandatów na 514
- 1989 – 39,53%, 197 mandatów na 545
- 1991 – 35,66%, 244 mandatów
- 1996 – 28,80%, 140 mandatów
- 1998 – 26,42%[a], 144 mandatów[d]
- 1999 – 28,30%, 114 mandaty
- 2004 – 35,4%[e], 218 mandatów[f] na 543
- 2009 – 37,22%[e], 262 mandatów[g]
- 2014 – 19,52%, 44 mandaty na 545

## Premierzy Indii z ramienia INC
- Jawaharlal Nehru (1947 – 1964)
- Lal Bahadur Shastri (1964 – 1966)
- Indira Gandhi (1966 – 1977, 1980 – 1984)
- Rajiv Gandhi (1984 – 1989)
- P.V. Narasimha Rao (1991 – 1996)
- Manmohan Singh (2004 – 2014)

## Liderzy partii
- Womesh Chandra Bonnerjee Siedziba INC w Agartala
- Dadabhai Naoroji
- Badruddin Tyabji
- George Yule
- sir William Wedderburn
- sir Pherozeshah Mehta
- P. Ananda Charlu
- Alfred Webb
- Surendranath Banerjea
- Rahimtulla M. Sayani
- sir C. Sankaran Nair
- Ananda Mohan Bose
- Romesh Chunder Dutt
- sir Narayan Ganesh Chandavarkar
- sir Dinshaw Edulji Wacha
- Lalmohan Ghosh
- Sir Henry Cotton
- Gopal Krishna Gokhale
- Rashbihari Ghosh
- pandit Madan Mohan Malaviya
- pandit Bishan Narayan Dar

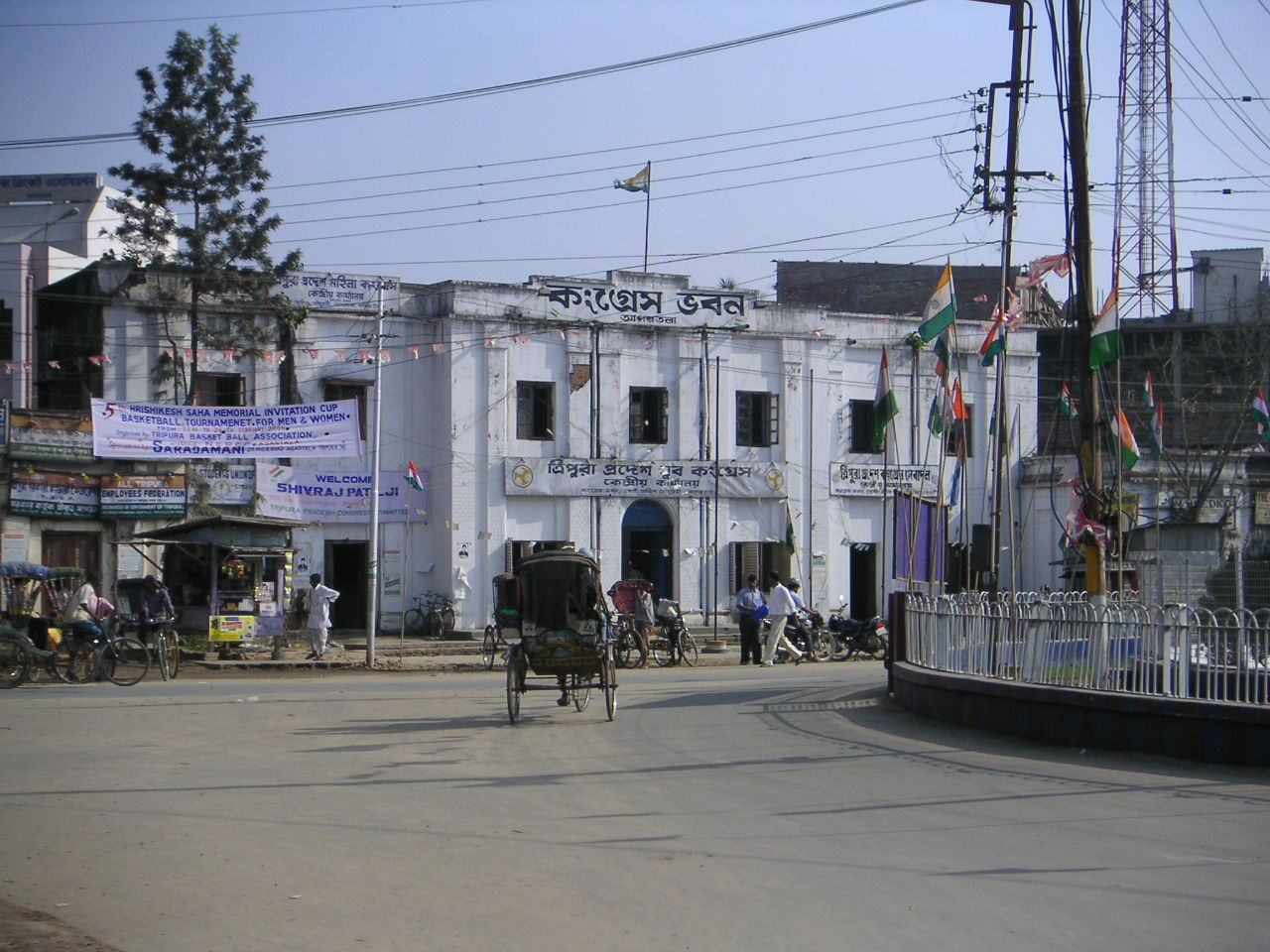
Siedziba INC w Agartala

- Rao Bahadur Raghunath Narasinha Mudholkar
- Nawab Syed Muhammad Bahadur
- Bhupendra Nath Bose
- lord Satyendra Prasanna Sinha
- Ambica Charan Mazumdar
- Annie Besant
- Syed Hasan Imam
- Motilal Nehru (Przewodniczący partii 1919–1920, 1928–1929)
- Lala Lajpat Rai
- C. Vijayaraghavachariar
- Hakim Ajmal Khan
- Deshbandhu Chittaranjan Das
- Maulana Mohammad Ali
- Maulana Abul Kalam Azad (Przewodniczący 1940–1946)
- Mahatma Gandhi (Przewodniczący 1924–1925)
- Sarojini Naidu
- S. Srinivasa Iyengar
- dr Mukhtar Ahmed Ansari
- pandit Jawaharlal Nehru (Premier 1947–1964; przewodniczący partii 1929–1931, 1936–1938, 1946, 1951–1955)
- Vallabhbhai Patel (Przewodniczący 1931–1932)
- Nellie Sen Gupta
- Rajendra Prasad (Pierwszy prezydent Indii 1950–1962; przewodniczący partii 1934–1936)
- Netaji Subhash Chandra Bose (Przewodniczący 1938–1939)
- Acharya J.B. Kripalani
- dr Pattabhi Sitaramayya
- Purushottam Das Tandon
- U. N. Dhebar
- Neelam Sanjivareddy
- K. Kamaraj
- S. Nijalingappa
- Jagjivan Ram
- dr Shankar Dayal Sharma
- Dev Kanta Borooah
- Indira Gandhi (Premier 1966–1977, 1980–1984; przewodnicząca 1960–1961, 1978–1984)
- Rajiv Gandhi (Premier 1984–1987; przewodniczący 1984–1991)
- P.V. Narasimha Rao (Premier 1991–1996; przewodniczący 1991–1996)
- Sitaram Kesri (przewodniczący 1996–1998)
- Sonia Gandhi (przewodnicząca od 1998)